# Łukasz Smółka
Łukasz Jakub Smółka (ur. 1 kwietnia 1982 w Krzeszowicach) – polski samorządowiec, działacz ochotniczych straży pożarnych, w latach 2018–2024 wicemarszałek, a od 2024 marszałek województwa małopolskiego.

## Życiorys
Syn Józefa i Teresy. Pochodzi z Krzeszowic. Ukończył studia magisterskie na Uniwersytecie Rolniczym im. Hugona Kołłątaja w Krakowie. W 2007 został prezesem OSP w Czernej, a w 2008 podjął pracę jako zastępca dyrektora wykonawczego małopolskiego oddziału Związku Ochotniczych Straży Pożarnych RP. Od 2011 prezes zarządu miejsko-gminnego OSP w Krzeszowicach. W 2016 został szefem gabinetu politycznego ministra infrastruktury i budownictwa Andrzeja Adamczyka, który pochodzi z sąsiedniej Czernej. Został również członkiem rady nadzorczej Pocztowej Agencji Usług Finansowych.
W 2014, 2018 i 2024 uzyskiwał mandat radnego sejmiku małopolskiego V, VI i VII kadencji, startując z listy Prawa i Sprawiedliwości. 19 listopada 2018 wybrany na stanowisko wicemarszałka województwa małopolskiego. Powierzono mu sprawy dotyczące transportu i komunikacji, infrastruktury kolejowej i drogowej, bezpieczeństwa publicznego, ochrony zdrowia, polityki społecznej i prorodzinnej, rolnictwa, programów i funduszy europejskich Wchodził także w skład rady nadzorczej spółki Trakcja.
4 lipca 2024, blisko trzy miesiące po wyborach samorządowych, został wybrany przez radnych na urząd marszałka województwa małopolskiego VII kadencji. W nowym zarządzie przejął odpowiedzialność m.in. sprawy z zakresu polityki rozwoju województwa, finansów, programów i funduszy europejskich, nadzoru właścicielskiego, rozwoju gospodarczego i innowacyjności, promocji województwa, ochrony zdrowia, transportu oraz infrastruktury kolejowej i drogowej.

## Odznaczenia i wyróżnienia
- Brązowy Krzyż Zasługi (2023)[15]
- Brązowa Odznaka „Zasłużony dla Ochrony Przeciwpożarowej” (2017)[16]
- Tytuł honorowego obywatela Proszowic (2025)[17][18]